# نورما فيولا
نورما فيولا (بالإسبانية: Norma Viola)‏ هي راقصة وممثلة أرجنتينية، ولدت في 18 ديسمبر 1934، وتوفيت في 12 ديسمبر 2004.

## وصلات خارجية
- نورما فيولا على موقع IMDb (الإنجليزية)